# Víctor Morlán
Víctor Morlán Gracia (Huesca, 9 de mayo de 1947) es un abogado, funcionario y político español.

## Biografía
Licenciado en Derecho, es funcionario de la Administración Civil del Estado, actividad en la que desarrolló su labor profesional hasta febrero de 1982, fecha en la que fue nombrado Director Provincial del Ministerio de Obras Públicas y Transportes de la provincia de Huesca. Dejó dicho cargo a finales de 1985 para pasar a ser Delegado Territorial de la Comunidad Autónoma de Aragón en la provincia de Huesca.
Miembro del Partido de los Socialistas de Aragón-PSOE desde 1978 y de la Unión General de Trabajadores, con la que colaboró desde 1976, como abogado laboralista, fue elegido Diputado al Congreso de los Diputados en las Elecciones Generales de 1986-1989, III Legislatura, por la provincia de Huesca. Revalidó el escaño desde entonces en las sucesivas convocatorias electorales hasta la X Legislatura, 2011-2015, si bien dejó de ser Diputado en el Congreso mientras ostentó la titularidad de diferentes Secretarias de Estado en el Ministerio de Fomento, entre 2004 y 2011.
Ha ocupado diversos cargos en las distintas Comisiones del Congreso de las que ha sido miembro: Obras Públicas, Transportes y Servicios; Asuntos Exteriores; Agricultura; Medio Ambiente, Trabajo y Seguridad Social, Defensa, etc.. Ha sido Vicepresidente Primero de la Comisión de Obras Públicas, Portavoz de Medio Ambiente y Portavoz de Política de Aguas. Ha participado en los debates presupuestarios anuales relativos a diversas Secciones Ministeriales, ha sido ponente en diversos Proyectos de Ley como el de la Liberalizacion del Sector Inmobiliario y del Transporte,Arrendamientos Urbanos, Reguladora de los Contratos de Concesión de Obra Pública, Contratos de las Administraciones Públicas, Television Digital, así como en el Plan Hidrologico Nacional o en los Programas Especiales de Armamento, etc, sin olvidar las correspondientes iniciativas parlamentarias que afectaban a la Provincia de Huesca, en las distintas Comisiones del Congreso.
El 19 de abril de 2004, fue nombrado Secretario de Estado de Infraestructuras y Planificación en el Ministerio de Fomento, cargo en el que cesó el 14 de abril de 2008, En esta fecha fue nombrado Secretario de Estado de Planificación y Relaciones Institucionales, en el mismo Ministerio. Cesó en esta responsabilidad el 17 de abril de 2009 para pasar a ostentar el puesto de Secretario de Estado de Planificación e Infraestructuras, en el que se mantuvo hasta el 24 de diciembre de 2011. Presidió la parte Española de la Comisión Mixta España-Marruecos que estudiaba el Enlace Fijo entre ambos países a través del Estrecho de Gibraltar .
Fue, igualmente, Concejal  y Portavoz del Grupo Socialista en el Ayuntamiento de Huesca durante los años 1995 y 1996.
Ha ostentado diversos cargos locales y provinciales en el PSOE de la provincia de Huesca y ha sido Vicesecretario General del PSOE en Aragón desde 1996 al año 2000 y Secretario de Organización Regional del PSOE en Aragón desde el año 2000 al 2012. Igualmente ha formado parte del Comité Federal del PSOE durante varios años.